# أولاد اجحيش (أولاد زيد)
أولاد اجحيش هو دُوَّار يقع بجماعة أحلاف، إقليم بنسليمان، جهة الدار البيضاء سطات في المملكة المغربية. ينتمي الدوّار لمشيخة أولاد زيد التي تضم 9 دواوير. يقدر عدد سكانه بـ 423 نسمة حسب الإحصاء الرسمي للسكان والسكنى لسنة 2004.

## روابط خارجية
- البوابة الوطنية للجماعات الترابية
- المندوبية السامية للتخطيط